# 中央军事委员会联合参谋部办公厅
中央军事委员会联合参谋部办公厅，简称中央军委联合参谋部办公厅，位于北京市，是中央军事委员会联合参谋部日常办公机构，负责该部的综合业务。

## 沿革
1965年11月起，中共中央军事委员会办公厅兼新成立的中国人民解放军总参谋部办公厅。自此，该办公厅隶属总参谋部组织序列。1979年4月，中共中央军事委员会办公厅和总参谋部办公厅建制分开，前者隶属中共中央军事委员会建制，后者隶属总参谋部建制。
2016年改革前，中国人民解放军总参谋部办公厅下设机构有：政治部、秘书局、保密档案局（辖中国人民解放军档案馆）、机要局、中国人民解放军保密委员会办公室等。
在深化国防和军队改革中，2016年1月撤销中国人民解放军总参谋部，组建中央军事委员会联合参谋部，下设中央军事委员会联合参谋部办公厅。

## 历任主任
中国人民解放军总参谋部办公厅主任
- 杨成武（1965年11月—1967年8月，兼代）
- 路扬（1967年8月—1968年12月）
- 萧剑飞（1969年5月—1971年11月）
- 胡炜（1975年1月—1977年2月，兼任）
- 萧洪达（1977年10月—1979年4月）
- 金涛（1979年4月—？，负责人）
- 贾启玉 少将（1985年3月—1990年4月）
- 王宪志 少将（1990年6月—1992年11月）
- 董良驹 少将（1992年11月—1996年3月）
- 曾裕才 少将（1996年3月—1997年11月）
- 李玉 少将（1997年11月—2000年12月）
- 林建超 少将（2000年12月—2011年）[9][10]
- 吉文明 少将（2011年—2014年）[11]
- 邱京平 少将（2014年—2016年）

| 中央军委联合参谋部办公厅主任 - 邱京平 少将（2016年—） | 中央军委联合参谋部办公厅副主任 - 聂泽旭（2016年—） |